# روبرت دود (لاعب هوكي الجليد)
روبرت دود (بالإنجليزية: Robert Dowd)‏ هو لاعب هوكي الجليد بريطاني، ولد في 26 مايو 1988 في Billingham ‏ في المملكة المتحدة.

## وصلات خارجية
- روبرت دود على موقع EliteProspects.com (الإنجليزية)
- روبرت دود على موقع HockeyDB.com (الإنجليزية)